# Marianna Gutakowska
Marianna z Sobolewskich Zabiełłowa Gutakowska (ur. 1766, zm. 28 grudnia 1843 w Warszawie) – polska arystokratka, najstarsza córka kasztelana warszawskiego Macieja Sobolewskiego i Ewy Szydłowskiej, siostry metresy króla Stanisława Augusta Poniatowskiego Elżbiety Grabowskiej.

## Życiorys
10 lutego 1784 w Warszawie Marianna Sobolewska poślubiła generała lejtnanta wojsk litewskich i konsyliarza Rady Nieustającej, Józefa Zabiełło. 5 marca 1785 w Warszawie Marianna urodziła swojemu mężowi syna Henryka Kazimierza. 9 maja 1794 Józef Zabiełło został powieszony za udział w konfederacji targowickiej. Owdowiała Marianna otrzymała wsparcie od podkomorzego wielkiego litewskiego i członka Komisji Edukacji Narodowej, Ludwika Szymona Gutakowskiego, wdowca po siostrze Marianny Teresie Sobolewskiej. 13 października 1799 Marianna i Ludwik zawarli związek małżeński, a rok później urodził się ich jedyny syn Konstanty. W 1807 syn Marianny z pierwszego małżeństwa ożenił się z córką Ludwika Gutakowskiego i Teresy Sobolewskiej, Gabrielą Gutakowską.
1 grudnia 1811 w Warszawie zmarł drugi mąż Marianny z Sobolewskich Gutakowskiej. Po owdowieniu Gutakowska zajęła się działalnością dobroczynną, współtworząc Towarzystwo Dobroczynności. Pełniła również funkcję damy honorowej cesarzowej Rosji Aleksandry Fiodorowny oraz była damą orderu Świętej Katarzyny drugiej klasy. Ostatnie lata życia spędziła w domu na Grzybowie, w którym mieszkała wraz z synową Gabrielą i kuzynką Izabelą Sobolewską. Zmarła 28 grudnia 1843 w Warszawie i została pochowana 30 grudnia 1843 w podziemiach kościoła Przemienienia Pańskiego w Warszawie.